# Cerisy-Belle-Étoile
Cerisy-Belle-Étoile är en kommun i departementet Orne i regionen Normandie i nordvästra Frankrike. Kommunen ligger i kantonen Flers-Nord som tillhör arrondissementet Argentan. År 2022 hade Cerisy-Belle-Étoile 706 invånare.

## Befolkningsutveckling
Antalet invånare i kommunen Cerisy-Belle-Étoile
| Referens: INSEE |